# Jožef Radoha
Jožef Radoha, slovenski katoliški duhovnik, salezijanski redovnik, prvi salezijanec v Prekmurju. * 25. september 1887, Nedelica; 27. junij 1956, Murska Sobota.
Rodil se je v kmečki družini, očetu Petru in materi Agati (rojena Lütar). Nato se je odločil, da vstopi v red salezijancev, ko je prebral članek v prekmurskem verskem mesečniku Marijin list o delovanju madžarskih salezijancev v Italiji. S svojim rojakom Jožefom Bakanom iz turniške župnije sta prosila sprejem v red in v jeseni 1905 lahko začela prvi gimnazijski razred.
Radoha je v jeseni 1909 vstopil v noviciat v Lombriascu (Italija) in 20. septembra 1910 je postal salezijanec. Salezijansko misel je širil skozi članke v prekmurskem jeziku v Marijinem listu. Po študiju filozofije je opravil vzgojno pripravništvo v zavodu na Rakovniku. Ker je v Italija v prvi vojni napadla Avstro-Ogrsko, zato je Radoha moral nadaljevati študij na Poljskem, v Oswieczu. Teologijo je končal 1919. 15. junija 1919 je bil posvečen.
Kot duhovnik je deloval na Rakovniku in Veržeju, od 1923 se je posvetil urejanju stanovanjskih razmer za dijake v murskosoboški gimnaziji. Bil je prvi ravnatelj Martinišča v Murski Soboti do jeseni 1930.
1929 je sestavil molitvenik v prekmurščini Molite bratje!. Jožef Sakovič ni bil zadovoljen z Radohovim prekmurskim jezikom, zato je jezikovno popravil molitvenik, ki je bil potem dosti uspesnejši med prekmurskim katoliškim ljudstvom.
Poslal je mnogo slovenskih dijakov študirat v Italijo (zlasti v Torino). Tudi jim je pomagal, da se malo naučijo italijanščino.
Poleg Murske Sobote je deloval v zavodih na Rakovniku, Veržeju, Razkrižju in Boštanju. Leta 1937 je odšel v nadškofijski konvikt v Zagreb. Obiskoval je s svojimi salezijanskimi tovariši še druge dežele takratne Jugoslavije. Leta 1949 se je zaradi bolezni vrnil v Slovenijo in živel v domu za bolne salezijance pri Kapeli.
Umrl je v murskosoboški bolnici. Grob ima na murskosoboškem pokopališču.